# أنيما موندي
ال " أنيما موندي"  Anima mundi هي عبارة لاتينية تعني حرفيًا "روح العالم" حيث ربطته الفلسفة القديمة بوصفه فكرة روحية أو ميتافيزيقية مفادها أن الكون بأكمله له روح أو مبدأ حيوي يربط بين جميع أشكال الحياة والوجود كما في الفلسفة الأفلاطونية، فالأنيما موندي هي الروح الكونية التي تحرك الكون، وتجعله حيًا ومتناغمًا..